# Ba Lan tại các Giải vô địch bóng đá châu Âu
Đội tuyển bóng đá quốc gia Ba Lan đã có ba lần tham dự các Giải vô địch bóng đá châu Âu, vào những năm 2008, 2012 và 2016.
Giải vô địch bóng đá châu Âu (UEFA European Championship) được lần đầu tổ chức vào 1960 và Ba Lan là một trong những đội tuyển đầu tiên tham dự vòng loại. Tuy nhiên, họ đã mất 48 năm để có thể vào được vòng chung kết (Euro 2008). Điều này khá trái ngược với thành tích của họ tại giải vô địch bóng đá thế giới (FIFA World Cup) - trong đó họ đã 3 lần giành huy chương đồng trong tổng số 5 lần góp mặt. Sau khi chiến tranh lạnh kết thúc, Ba Lan và Thổ Nhĩ Kì trở thành 2 nước lớn nhất (dân số) mà là thành viên của UEFA nhưng vẫn chưa tham dự Euro lần nào. Đó là một điều hoàn toàn trái ngược khi so với các quốc gia nhỏ hơn như Cộng Hoà Séc hay Áo. 
Nhiều huấn luyện viên được coi là đã nâng tầm bóng đá Ba Lan như Kazimierz Górski và Antoni Piechniczek vẫn không thể đưa tuyển nước này tham dự giải vô địch bóng đá châu Âu. Điều này là một hồi chuông cảnh báo cho bóng đá Ba Lan và còn rõ hơn khi mà các đối thủ khác như Thổ Nhĩ Kì hay Nga (sau thời Xô Viết) được � tham dự đầu tiên tại Giải vô địch bóng đá châu Âu năm 1996. Tổng cộng họ đã lỡ hẹn hơn 12 lần. 
Vào năm 2008 dưới bàn tay của Leo Beenhakker, khép 48 năm dừng lại ở vòng loại. Thành công này sau đó được tiếp nối ở hai mùa kế tiếp. Trong màn ra mắt của Ba Lan vào năm 2008, Ba Lan chỉ có được một trận hòa trước chủ nhà Áo với Roger Guerreiro ghi bàn lịch sử cho Ba Lan; còn lại họ thua Đức và Croatia, đứng cuối bảng. Vào năm 2012 khi Ba Lan và Ukraina là đồng chủ nhà, họ đứng cuối bảng sau khi hòa Hy Lạp và Nga, trước khi thua Cộng hòa Séc. Làm cho công chúng nước này chỉ trích. Giải vô địch bóng đá châu Âu 2016 chứng kiến Ba Lan lần đầu vượt qua vòng bảng kể từ 1968, sau khi thắng Bắc Ireland và Ukraina, và hoà Đức, Thụy Sĩ trước khi thua Bồ Đào Nha trên chấm luân lưu ở tứ kết.

## Euro 2008
Việc Ba Lan giành quyền tham dự UEFA Euro 2008 đánh dấu lần đầu tiên họ tham dự giải đấu. Mặc dù vượt qua vòng loại giải đấu với một chiến dịch ấn tượng, vượt qua Bồ Đào Nha để giành vị trí đầu bảng vòng loại, họ chỉ có 1 điểm sau 3 trận.
Trong trận tái đấu tại Giải vô địch bóng đá thế giới 2006, Ba Lan gặp Đức ở trận đầu tiên. Họ để thua đức 0-2 và Lukas Podolski, tiền đạo người Đức gốc Ba Lan đã ghi hai bàn thắng cho Đức trong trận đấu. Trong trận thứ hai, Ba Lan sẽ gặp đội đồng chủ nhà Áo tại Vienna. Roger Guerreiro mở tỉ số cho Ba Lan ở phút 30. Áo gỡ hòa ở phút bù giờ ở phút 93 sau một quả phạt đền gây tranh cãi, mà tiền đạo người Áo Ivica Vastić đã thực hiện thành công, nâng tỷ số chung cuộc 1–1. Để có hy vọng vượt qua vòng loại, Ba Lan sẽ cần một chiến thắng đậm trong trận đấu cuối cùng với Croatia. Tuy nhiên, Croatia tiếp tục đánh bại Ba Lan với tỷ số 1–0 và loại họ khỏi giải đấu.
Liên đoàn bóng đá Ba Lan đã không quy trách nhiệm cho huấn luyện viên Leo Beenhakker về màn trình diễn đáng thất vọng và cho phép ông tiếp tục công việc của mình cho vòng loại World Cup 2010. Trong khi Ba Lan đứng cuối bảng lần thứ ba vào những năm 2000. Trên các phương tiện truyền thông Ba Lan, nhiều người cho thành tích này là do kém may mắn hơn là do thiếu kỹ năng thực sự và phần lớn dư luận ủng hộ việc Beenhakker dẫn đầu đội tuyển quốc gia đến Nam Phi (World Cup 2010). Tuy nhiên, vòng loại diễn ra sau đó đã diễn ra không suôn sẻ đến mức Beenhakker mất đi sự ủng hộ của Liên đoàn bóng đá, báo chí và chính đội, sau đó ông ấy đã nhanh chóng bị sa thải.
| Đội     | Pld | W | D | L | GF | GA | GD | Pts |
| ------- | --- | - | - | - | -- | -- | -- | --- |
| Croatia | 3   | 3 | 0 | 0 | 4  | 1  | +3 | 9   |
| Đức     | 3   | 2 | 0 | 1 | 4  | 2  | +2 | 6   |
| Áo      | 3   | 0 | 1 | 2 | 1  | 3  | −2 | 1   |
| Ba Lan  | 3   | 0 | 1 | 2 | 1  | 4  | −3 | 1   |

Nguồn: UEFAÁo và Ba Lan đều hoà 1-1 nhưng Áo xếp trên do hiệu số thắng bại
| Đức               | 2–0      | Ba Lan |
| ----------------- | -------- | ------ |
| Podolski 20', 72' | Chi tiết |        |

| Áo                   | 1–1      | Ba Lan        |
| -------------------- | -------- | ------------- |
| Vastić 90+3' (ph.đ.) | Chi tiết | Guerreiro 30' |

| Ba Lan | 0–1      | Croatia     |
| ------ | -------- | ----------- |
|        | Chi tiết | Klasnić 53' |

## Euro 2012
Vào ngày 18 tháng 4 năm 2007 tại Cardiff - xứ Wales. Ba Lan cùng với Ukraine được bầu chọn bởi Ủy ban điều hành của UEFA để đồng tổ chức Giải vô địch bóng đá châu Âu 2012. Ba Lan, xếp vào bảng A (do là chủ nhà). Bảng A bao gồm Nga, Hy Lạp và Cộng hòa Séc và Ba Lan. Nhiều người hy vọng rằng niềm tự hào dân tộc cũng như vinh dự được chơi trên sân nhà sẽ thúc đẩy đội tuyển, bao gồm một số cầu thủ nổi bật thi đấu tại Bundesliga, chẳng hạn như Jakub Błaszczykowski, Robert Lewandowski và Łukasz Piszczek.  họ có 2 trận hoà trước Hy Lạp và Nga làm mọi người lạc quan về hy vọng chiến thắng trước Cộng Hoà Séc. Tuy nhiên, Cộng hòa Séc giành chiến thắng 1–0 khiến Ba Lan xếp cuối bảng ngay trên giải đấu sân nhà.
| Đội          | Số trận | Thắng | Hoà | Thua | Bàn thắng | Bàn thua | Hiệu só | Điểm |
| ------------ | ------- | ----- | --- | ---- | --------- | -------- | ------- | ---- |
| Cộng hòa Séc | 3       | 2     | 0   | 1    | 4         | 5        | −1      | 6    |
| Hy Lạp       | 3       | 1     | 1   | 1    | 3         | 3        | 0       | 4    |
| Nga          | 3       | 1     | 1   | 1    | 5         | 3        | +2      | 4    |
| Ba Lan       | 3       | 0     | 2   | 1    | 2         | 3        | −1      | 2    |

Hy Lạp xếp trên Nga nhờ hơn về thành tích đối đầu (1–0).
Nguồn: UEFA
| Ba Lan          | 1-1      | Hy Lạp         |
| --------------- | -------- | -------------- |
| Lewandowski 17' | Chi tiết | Salpigidis 51' |

| Ba Lan             | 1 – 1    | Nga         |
| ------------------ | -------- | ----------- |
| Błaszczykowski 57' | Chi tiết | Dzagoev 37' |

| Cộng hòa Séc | 1 – 0    | Ba Lan |
| ------------ | -------- | ------ |
| Jiráček 72'  | Chi tiết |        |

## Euro 2016
Ba Lan một lần nữa không thể vượt qua vòng loại FIFA World Cup 2014. Dưới huấn luyện viên Adam Nawałka, đội đã góp mặt ở Euro 2016 tại Pháp một cách suôn sẻ, . Đội tiến vào vòng loại trực tiếp từ vị trí thứ hai (sau Đức), sau đó hạ gục Thụy Sĩ trên chấm luân lưu, rồi dừng bước trước Bồ Đào Nha (đội vô địch năm đó) cũng trên chấm luân lưu.
Nawałka đã áp dụng một chiến thuật phòng thủ hiệu quả. Trong cả giải, Ba Lan chỉ để lọt lưới vỏn vẹn 2 bàn, cả 2 đều được đánh giá là khó để truy cản. Tuy nhiên, so với hàng thủ, hàng công còn nhiều điều đáng mong đợi, với Robert Lewandowski ghi bàn thắng duy nhất trong trận đấu trước và cùng với Arkadiusz Milik, người nổi tiếng là thường bỏ lỡ những cơ hội ghi bàn. Giải đấu được đánh giá là thành công ở Ba Lan và Nawałka được mời dẫn dắt đội trong vòng loại World Cup 2018.
| VT | Đội         | ST | T | H | B | BT | BB | HS | Đ | Giành quyền tham dự     |
| -- | ----------- | -- | - | - | - | -- | -- | -- | - | ----------------------- |
| 1  | Đức         | 3  | 2 | 1 | 0 | 3  | 0  | +3 | 7 | Vòng đấu loại trực tiếp |
| 2  | Ba Lan      | 3  | 2 | 1 | 0 | 2  | 0  | +2 | 7 | Vòng đấu loại trực tiếp |
| 3  | Bắc Ireland | 3  | 1 | 0 | 2 | 2  | 2  | 0  | 3 | Vòng đấu loại trực tiếp |
| 4  | Ukraina     | 3  | 0 | 0 | 3 | 0  | 5  | −5 | 0 |                         |

| Ba Lan    | 1–0      | Bắc Ireland |
| --------- | -------- | ----------- |
| Milik 51' | Chi tiết |             |

| Đức | 0–0      | Ba Lan |
| --- | -------- | ------ |
|     | Chi tiết |        |

| Ukraina | 0–1      | Ba Lan             |
| ------- | -------- | ------------------ |
|         | Chi tiết | Błaszczykowski 54' |

### Vòng đấu loại trực tiếp
| Thụy Sĩ                                              | 1–1 (s.h.p.) | Ba Lan                                                     |
| ---------------------------------------------------- | ------------ | ---------------------------------------------------------- |
| Shaqiri 82'                                          | Chi tiết     | Błaszczykowski 39'                                         |
| Loạt sút luân lưu                                    |              |                                                            |
| - Lichtsteiner - Xhaka - Shaqiri - Schär - Rodríguez | 4–5          | - Lewandowski - Milik - Glik - Błaszczykowski - Krychowiak |

| Ba Lan                                        | 1–1 (s.h.p.) | Bồ Đào Nha                                       |
| --------------------------------------------- | ------------ | ------------------------------------------------ |
| Lewandowski 2'                                | Chi tiết     | Sanches 33'                                      |
| Loạt sút luân lưu                             |              |                                                  |
| - Lewandowski - Milik - Glik - Błaszczykowski | 3–5          | - Ronaldo - Sanches - Moutinho - Nani - Quaresma |

## Euro 2020
Bài chi tiết: Giải vô địch bóng đá châu Âu 2020
Ba Lan đã giành quyền tham dự UEFA Euro 2020 trải qua vòng loại kém thuyết phục. Tuy nhiên, Ba Lan đã   cầm hòa với hai đối thủ mạnh hơn là Tây Ban Nha và Thụy Điển. Đối thủ cuối cùng là Slovakia, đội đã thắng trận play-off vòng loại Euro trước Bắc Ireland.
Giải đấu là một thảm họa lớn đối với đội Ba Lan, khi đội bắt đầu trận đấu với thất bại sốc 1–2 trước Slovakia, với Wojciech Szczęsny đã ghi tên vào lịch sử khi là thủ môn đầu tiên phản lưới nhà. Ba Lan sau đó đã  trở lại để giành được trận hòa 1-1 trước Tây Ban Nha ở Seville, nhờ công Robert Lewandowski, người sau đó đã ghi hai bàn trong trận thua chung cuộc 2–3 của Ba Lan trước Thụy Điển để kết thúc giải đấu của Ba Lan với vị trí cuối. Cả hai trận thua của Ba Lan đều xảy ra ở Saint Petersburg.

## Thành tích
| Năm           | Thành tích               | Số trận                  | Thắng                    | Hòa*                     | Thua                     | Bàn thắng                | Bàn thua                 |
| ------------- | ------------------------ | ------------------------ | ------------------------ | ------------------------ | ------------------------ | ------------------------ | ------------------------ |
| 1960 đến 2004 | Không vượt qua vòng loại | Không vượt qua vòng loại | Không vượt qua vòng loại | Không vượt qua vòng loại | Không vượt qua vòng loại | Không vượt qua vòng loại | Không vượt qua vòng loại |
| 2008          | Vòng bảng                | 3                        | 0                        | 1                        | 2                        | 1                        | 4                        |
| 2012          | Vòng bảng                | 3                        | 0                        | 2                        | 1                        | 2                        | 3                        |
| 2016          | Tứ kết                   | 5                        | 2                        | 3                        | 0                        | 4                        | 2                        |
| 2020          | Vòng bảng                | 3                        | 0                        | 1                        | 2                        | 4                        | 6                        |
| 2024          | Đang thi đấu vòng loại   | Đang thi đấu vòng loại   | Đang thi đấu vòng loại   | Đang thi đấu vòng loại   | Đang thi đấu vòng loại   | Đang thi đấu vòng loại   | Đang thi đấu vòng loại   |
| Tổng cộng     | 3/15 1 lần tứ kết        | 11                       | 2                        | 6                        | 3                        | 7                        | 9                        |

:*Tính cả các trận hoà ở các vòng đấu loại trực tiếp phải giải quyết bằng sút phạt đền luân lưu.

### Cá nhân
| #   | Cầu thủ               | Số lần ra sân | Số bàn thắng | Các mùa giải ra sân  |
| --- | --------------------- | ------------- | ------------ | -------------------- |
| 1.  | Łukasz Piszczek       | 8             | 0            | 3 (2008, 2012, 2016) |
| .   | Jakub Błaszczykowski  | 8             | 3            | 2 (2012, 2016)       |
| .   | Robert Lewandowski    | 8             | 2            | 2 (2012, 2016)       |
| 4.  | Marcin Wasilewski     | 6             | 0            | 2 (2008, 2012)       |
| .   | Kamil Grosicki        | 6             | 0            | 2 (2012, 2016)       |
| 6.  | Dariusz Dudka         | 5             | 0            | 2 (2008, 2012)       |
| .   | Rafał Murawski        | 5             | 0            | 2 (2008, 2012)       |
| .   | Michał Pazdan         | 5             | 0            | 2 (2008, 2016)       |
| .   | Kamil Glik            | 5             | 0            | 1 (2016)             |
| .   | Artur Jędrzejczyk     | 5             | 0            | 1 (2016)             |
| .   | Grzegorz Krychowiak   | 5             | 0            | 1 (2016)             |
| .   | Tomasz Jodłowiec      | 5             | 0            | 1 (2016)             |
| .   | Arkadiusz Milik       | 5             | 1            | 1 (2016)             |
| 14. | Łukasz Fabiański      | 4             | 0            | 2 (2008, 2016)       |
| .   | Bartosz Kapustka      | 4             | 0            | 1 (2016)             |
| .   | Krzysztof Mączyński   | 4             | 0            | 1 (2016)             |
| 17. | Artur Boruc           | 3             | 0            | 2 (2008, 2016)       |
| .   | Michał Żewłakow       | 3             | 0            | 1 (2008)             |
| .   | Marek Saganowski      | 3             | 0            | 1 (2008)             |
| .   | Wojciech Łobodziński  | 3             | 0            | 1 (2008)             |
| .   | Mariusz Lewandowski   | 3             | 0            | 1 (2008)             |
| .   | Roger Guerreiro       | 3             | 1            | 1 (2008)             |
| .   | Jacek Krzynówek       | 3             | 0            | 1 (2008)             |
| .   | Euzebiusz Smolarek    | 3             | 0            | 1 (2008)             |
| .   | Damien Perquis        | 3             | 0            | 1 (2012)             |
| .   | Sebastian Boenisch    | 3             | 0            | 1 (2012)             |
| .   | Eugen Polanski        | 3             | 0            | 1 (2012)             |
| .   | Ludovic Obraniak      | 3             | 0            | 1 (2012)             |
| .   | Przemysław Tytoń      | 3             | 0            | 1 (2012)             |
| .   | Sławomir Peszko       | 3             | 0            | 1 (2016)             |
| 31. | Wojciech Szczęsny     | 2             | 0            | 2 (2012, 2016)       |
| .   | Jacek Bąk             | 2             | 0            | 1 (2008)             |
| .   | Paweł Golański        | 2             | 0            | 1 (2008)             |
| .   | Adrian Mierzejewski   | 2             | 0            | 1 (2012)             |
| .   | Paweł Brożek          | 2             | 0            | 1 (2012)             |
| 36. | Jakub Wawrzyniak      | 1             | 0            | 3 (2008, 2012, 2016) |
| .   | Maciej Żurawski       | 1             | 0            | 1 (2008)             |
| .   | Mariusz Jop           | 1             | 0            | 1 (2008)             |
| .   | Adam Kokoszka         | 1             | 0            | 1 (2008)             |
| .   | Tomasz Zahorski       | 1             | 0            | 1 (2008)             |
| .   | Maciej Rybus          | 1             | 0            | 1 (2012)             |
| .   | Adam Matuszczyk       | 1             | 0            | 1 (2012)             |
| .   | Thiago Cionek         | 1             | 0            | 1 (2016)             |
| .   | Piotr Zieliński       | 1             | 0            | 1 (2016)             |
| .   | Filip Starzyński      | 1             | 0            | 1 (2016)             |
| 46. | Wojciech Kowalewski   | 0             | 0            | 1 (2008)             |
| .   | Łukasz Garguła        | 0             | 0            | 1 (2008)             |
| .   | Grzegorz Sandomierski | 0             | 0            | 1 (2012)             |
| .   | Grzegorz Wojtkowiak   | 0             | 0            | 1 (2012)             |
| .   | Marcin Kamiński       | 0             | 0            | 1 (2012)             |
| .   | Artur Sobiech         | 0             | 0            | 1 (2012)             |
| .   | Rafał Wolski          | 0             | 0            | 1 (2012)             |
| .   | Karol Linetty         | 0             | 0            | 1 (2016)             |
| .   | Mariusz Stępiński     | 0             | 0            | 1 (2016)             |
| .   | Bartosz Salamon       | 0             | 0            | 1 (2016)             |